# Formica lepida
Formica lepida es una especie de hormiga del género Formica, familia Formicidae. Fue descrita científicamente por Wheeler en 1913.
Se distribuye por México y los Estados Unidos. Se ha encontrado a elevaciones de hasta 3459 metros. Vive en microhábitats como rocas, piedras, nidos y forraje.